# Liste der Bischöfe von Tarentaise
Die folgenden Personen waren Bischöfe oder Erzbischöfe des Bistums Tarentaise (Frankreich):

## Bischöfe
- 420–429: Heiliger Jacques d’Assyrie (erster Bischof in Moûtiers)
- 429–440: Heiliger Marcel oder Marcellin
- 6. Jh.: Heiliger Thomas de Lérins
- 517–524: Sanctus
- Paschase
- Magnus
- Nigetius (Nizier)
- 580–585: Heiliger Marcin oder Marcel
- 585?: Heraclius
- Firmius
- Probinus
- 648–653: Baldemar
- Emiter
- Videmar
- Johann I.
- Leudrand
- Hubert
- Bonimond
- Emmon
- 775–800: Heiliger Possessor

## Erzbischöfe
- Radabert
- 824–840: Andreas
- Ador (Udax)
- 858–885: Teutrand
- Aluso
- Daniel
- um 900: Aimon (Annuzio I.)
- Pandolphe
- um 996: Amizon (Aymon II.)
- Cuno
- Baldophus
- Luzo
- Aymon III.
- Ebbo
- 1077: Annuzio II.
- um 1080: Héraclius
- 1090: Bozon
- 1124–1140: Bienheureux Pierre l’Ancien oder Heiliger Pierre I.
- 1141–1142: Isdrael
- 1142–1174: Pierre le Vénérable (Peter von Tarentaise) oder Heiliger Pierre II.
- 1179–1210: Aymon de Briançon (krönt 1198 Philipp von Schwaben in Mainz zum Deutschen König)
- 1212: Bernard de Chignin
- Johann II.
- 1224–1248: Herluin
- 1249–1270: Rodolphe Grossi
- 1271–1283: Heiliger Pierre III.
- 1283–1297: Aymon III.
- 1297–1318: Bertrand
- 1334–1341: Jacques de Salins
- 1341: Bernard de Novodomno
- 1341–1343: Bernard
- 1343–1365: Jean III. Bertrand
- 1365–1368: Jean IV. du Beton
- 1369–1378: Jean de Rotariis
- 1378–1379: Humbert de Villette
- 1380–1385: Rodolphe II. de Chissé
- 1386–1395: Eduard von Savoyen-Achaia († 1395) (auch Bischof von Belley und Sitten)
- 1395–1396: Pierre IV. de Collomb
- 1397–1404: Aymon IV. de Séchal
- 1405–1418: Antoine de Challant
- 1418–1432: Jean de Bertrand de La Pérouse und Chamousset
- 1433–1438: Laurent Marc de Condolmeris
- 1438–1454: Kardinal Jean d’Arces
- 1454–1456: Peter von Savoyen
- 1456–1459: Johann Ludwig von Savoyen
- 1460–1472: Thomas de Sur
- 1472–1479: Kardinal Cristoforo della Rovere
- 1479–1482: Kardinal Domenico della Rovere
- 1483: Urbain de Chevron-Villette
- 1484–1492: Jean de Compey
- 1492–1497: Corin de Plosasque
- 1497–1516: Claude de Château-Vieux
- 1516–1559: Jean-Philippe de Groslée
- 1560–1573: Jérôme de Valpergue
- 1573–1598: Joseph Parpaglia
- 1598–1607: Jean-François Berliet
- 1608–1627: Anastase Germonio
- 1630–1658: Benoît-Théophile de Chevron Villette
- 1659–1703: François-Amédée Milliet, marquis de Challes
- 1703–1727 Sedisvakanz
- 1727–1744: François-Amédée Milliet, marquis d’Arvillars
- 1749–1770: Claude Humbert de Rolland
- 1772–1783: Gaspard Auguste Laurent de Sainte-Agnès
- 1785–1793: Joseph de Monfalcon du Cengle
- 1793–1803 Sedisvakanz
  - André Maîstre (Kapitularvikar)
- 1802–1805: René des Monstiers de Mérinville (auch Bischof von Chambéry und Genf)
- 1805–1823: Irénée-Yves De Solle (auch Bischof von Chambéry und Genf)
- 1824–1827: François-Marie Bigex (auch Erzbischof von Chambéry)
- 1826–1828: Antoine Martinet (auch Erzbischof von Chambéry)

## Bischöfe
- 1828–1836: Antoine Rochaix
- 1837–1866: Jean-François-Marcellin Turinaz
- 1866–1873: François Gros
- 1873–1882: Charles-François Turinaz
- 1882–1887: Jean-Pierre Pagis (auch Bischof von Verdun)
- 1888–1900: Pierre-Emmanuel-Dieudonné Bouvier
- 1901–1907: Guillaume-Lucien-Léon Lacroix
- 1907–1918: Jean-Baptiste Biolley
- 1919–1938: Louis Termier
- 1938–1944: Léon-Albert Terrier (auch Bischof von Bayonne)
- 1944–1961: Auguste Jauffres
- 1961–1966: André-Bontems (auch Erzbischof von Chambéry)

Fortsetzung unter Erzbistum Chambéry